# Hernán Ramírez Necochea
Hernán Ramírez Necochea (Valparaíso, Chile, 27 de marzo de 1917 - París, Francia, 21 de octubre de 1979), fue un historiador, profesor, académico e intelectual chileno.

## Biografía
Realizó sus estudios secundarios en el Liceo de Aplicación, los superiores en la Universidad de Chile, al ingresar en 1934 al Instituto Pedagógico de dicha casa de estudios. Ese mismo año se afilia al Partido Comunista de Chile
Ramírez Necochea se destacó por su labor docente en los principales centros educacionales de Santiago, entre ellos el Liceo Valentín Letelier de Santiago, Aplicación y Luis Amunátegui. Destacado también fue su paso en el Liceo Federico Hausen, dedicado a la enseñanza de adultos obreros y cesantes que buscaban terminar sus estudios de enseñanza secundaria, donde llegó a ser rector. 
Realizó estudios de posgrado en la Universidad de Columbia, Estados Unidos, donde obtuvo un Máster en Artes.
En 1961 obtuvo el Doctorado en Ciencias en la Universidad Carolina de Praga, Checoslovaquia.
Luego comienza su carrera académica, ejerciendo como profesor de la Universidad de Chile, donde llegó a ser Decano de la Facultad de Filosofía y Educación en 1967. Fue el primer decano de la Universidad de Chile elegido democráticamente por una asamblea de académicos, lo que dio inicio a la reforma universitaria que se consolidó más tarde.
Con su trayectoria académica e intelectual da múltiples conferencias en Universidades europeas y norteamericanas hasta que se marcha al exilio a París, Francia, luego del Golpe de Estado en Chile de 1973 encabezado por Augusto Pinochet, donde se desempeñará como docente en el departamento de investigación histórica de la Universidad de la Sorbonne. En 1979 fallece sin poder volver a Chile.

## Historiografía
Los principales aportes de Hernán Ramírez Necochea en la historiografía nacional son sus investigaciones sobre el movimiento obrero, el comunismo chileno y el papel del imperialismo inglés y norteamericano en la historia del país. Sus obras han sido criticadas por la aplicación de consignas ideológicas en sus estudios, sin embargo se debe de considerar que Ramírez Necochea perteneció a una generación que en general estaba fuertemente comprometida con las causas sociales y las contiendas ideológicas del siglo XX.[cita requerida]

## Obras
- La guerra civil de 1891. Antecedentes económicos (prólogo de Guillermo Feliú Cruz) (1951)
- Historia del movimiento obrero en Chile: Antecedentes del siglo XIX (prólogo de Volodia Teitelboim) (1956)
- Balmaceda y la contrarrevolución de 1891 (1958)
- Antecedentes económicos de la Independencia de Chile (1959)
- Historia del imperialismo en Chile (1960)
- El Partido Comunista y la universidad (1964)
- Origen y formación del Partido Comunista de Chile (1965)
- Los Estados Unidos y América Latina (1930-1965) (1965)